# 조지 토타
조지 토타(영어: Josie Totah, 2001년 8월 5일 ~ )는 미국의 배우이며, 트랜스여성이다. 아역 배우로 활동했으며 당시 J. J. 토타(J. J. Totah)로 알려졌다. 2018년 트랜스젠더 커밍아웃 이후 "조지"로 개명했다.

## 출연 작품

### 영화
- 스파이더맨: 홈커밍 (2017) - 세이무어 오라일리 역
- 매직 캠프 (2020) - 저드 역
- 걸스 오브 막시 (2021) - CJ 역

### 텔레비전
- 제시 (2013-15) - 스튜어트 우텐 역
- 백 인 더 게임 (2013-14) - 마이클 러벳 역
- 글리 (2015) - 마이런 머스코비츠 역
- 리브 & 매디 (2016-17) - 스키터 퍼햄 역
- 챔피언즈 (2018) - 마이클 파텔 역
- 베이사이드 얄개들 (2020) - 렉시 역
- 빅 마우스 (2020) - 내털리 역 (목소리)
- 리치 아메리칸 걸스 (2023)